# Velika Baba
Velika Baba är en bergstopp i Österrike. Den ligger i den sydöstra delen av landet, 250 kilometer sydväst om huvudstaden Wien. Toppen på Velika Baba är 2 058 meter över havet, eller 111 meter över den omgivande terrängen. Bredden vid basen är 0,65 km. Velika Baba ingår i Savinjske Alpe.
Terrängen runt Velika Baba är bergig åt sydost, men åt nordväst är den kuperad. Runt Velika Baba är det mycket glesbefolkat, med 3 invånare per kvadratkilometer.. Närmaste större samhälle är Bad Eisenkappel, 12,4 kilometer norr om Velika Baba.
I omgivningarna runt Velika Baba växer i huvudsak blandskog.